# Лукьянская, Мария Ивановна
Мария Ивановна Лукьянская (род. 1932) — шлифовщица Ярославского радиозавода; Герой Социалистического Труда.

## Биография
Родилась 6 апреля 1932 года. Всю жизнь живёт в Ярославле.
В 1948 году после окончания ремесленного училища поступила на Ярославский тормозной завод (с 1952 года — радиозавод) токарем по металлу, затем шлифовщицей. Занималась в основном шлифовкой измерительных и режущих инструментов. В 1954 году вышла замуж за Доната Юлиановича Лукьянского, работавшего лекальщиком в том же инструментальном цехе; появились два сына, которые позднее стали слесарем и токарем в том же цехе. Перевыполняла планы, в том числе выполнила пятилетку в три года.
В 1959 году получила первую почётную грамоту за отличную работу. В 1971 г. награждена орденом Октябрьской Революции.
В октябре 1975 года ей присвоено звание Героя Социалистического Труда с вручением ордена Ленина и медали «Серп и Молот».
Была депутатом районного и городского советов. В 1987 году принимала активное участие в XVI съезде профсоюзов. Регулярно ездила и на слёты рабочих в Москву, Вильнюс, Ригу и другие города страны.
С 1988 г. на пенсии.